# Язница (приток Великой)
Язница — река в Забельской волости Пустошкинского района Псковской области, левый приток реки Великой. Также обозначается как безымянная протока. Длина составляет 2 км. Вытекает на западе озера Язно (с высотным уровнем поверхности в 177 м), у деревни Мельница, и течёт в западном и северо-западном направлениях. Примерно через 1 км справа в неё впадает единственный приток, река Чёрная (в верховьях также Киевка, Стрелица), длина которой составляет 17 км. Затем Язница течёт преимущественно в юго-западном направлении с частыми крутыми изгибами и в целом через 1 км впадает в Великую (на высоте 176 м).

## Данные водного реестра
По данным государственного водного реестра России относится к Балтийскому бассейновому округу, водохозяйственный участок реки — Великая. Относится к речному бассейну реки Нарва (российская часть бассейна).
Код объекта в государственном водном реестре — 01030000112002000027638.